# 斉藤真木子
斉藤 真木子（さいとう まきこ、1994年〈平成6年〉6月28日 - ）は、日本のタレント、ダンサーであり、女性アイドルグループSKE48の元メンバーである。SKE48では劇場支配人およびキャプテンを務めた。
大阪府東大阪市出身。ゼスト所属。

## 略歴
2009年
- 3月29日、SKE48第2期生オーディションに合格。
- 4月25日、『「神公演予定」* 諸般の事情により、神公演にならない場合もありますので、ご了承ください。』において、チームKII候補生（第2期生）として初お披露目。
- 5月25日、チームKIIを結成しメンバーに選ばれる。
- 6月13日、チームKII 1st Stage「会いたかった」公演初日に劇場公演デビュー。

2010年
- 12月6日、チームKIIから研究生に降格。

2012年
- 8月29日、SKE48劇場（SUNSHINE STUDIO） の改修前最終公演において、チームEへの昇格が発表された。

2013年
- 4月13日、日本ガイシホールで開催された『SKE48春コン2013「変わらないこと。ずっと仲間なこと」』で「組閣」と称したチーム再編により、チームSへの異動が発表された。
- 5月から6月にかけて開催された『AKB48 32ndシングル 選抜総選挙』では42位で、ネクストガールズに選出された。
- 7月17日より、チームSとしての活動を開始。

2014年
- 2月24日、Zepp DiverCityで開催された『AKB48グループ大組閣祭り』にて、チームEへの異動が発表された。同年5月2日より、チームEとしての活動を開始。
- 5月から6月にかけて実施された『AKB48 37thシングル 選抜総選挙』では75位で、アップカミングガールズに選出された。

2015年
- 5月から6月にかけて実施された『AKB48 41stシングル 選抜総選挙』では65位で、アップカミングガールズのセンターに選出された。
- 10月5日、劇場デビュー7周年記念特別公演において、SKE48内のユニット「デッドストックダイヤモンド」のメンバーに選ばれる。

2016年
- 3月4日、日本ガイシホールで開催された『みんな、泣くんじゃねえぞ。宮澤佐江卒業コンサート in 日本ガイシホール』最終公演で、新体制のサプライズ発表が行われ、2014年2月の大組閣以来空席となっていたSKE48のキャプテンに就任。
- 8月17日発売のSKE48 20thシングル「金の愛、銀の愛」で、初めてシングル表題曲の選抜メンバーに選ばれた。

2019年
- 7月5日、SKE48の運営会社ゼストの新社名披露パーティーにて、湯浅洋のJKT48スペシャルアドバイザー就任に伴い、SKE48劇場支配人に就任したことが発表された。国内のAKB48グループのメンバーが劇場支配人を兼務するのは指原莉乃に次ぎ2人目となった。

2020年
- 11月5日、元ラグビー日本代表大西将太郎と共にチーム東大阪アンバサダーに就任することが発表された。

2021年
- 7月30日、負傷により劇場公演を休演することを発表。

2024年
- 3月7日、劇場支配人制度の廃止にともない、SKE48劇場支配人を退任。
- 7月3日、チームE「声出していこーぜ!!!」公演 斉藤真木子生誕祭にて、グループを卒業することを発表した。また、同日をもって2016年より務めたSKE48キャプテンを退任した。
- 10月14日、名古屋国際会議場センチュリーホールで行われた「SKE48 16th Anniversary Festival 2024」のアンコールにて斉藤が2期生楽曲「僕らの絆」を歌うと、三上悠亜、石田安奈ら同期である2期生9人が登場し、卒業セレモニーが行われた。
- 12月29日にSKE48劇場にて卒業公演が行われ、同月31日をもってSKE48を卒業した。

## 人物
愛称は、まっきぃ。
嫌いな飲み物は紅茶で、フルーツテイスト以外の○○ティーは飲めない。
将来の夢は、女優。
津田学園高校出身。
特技は、風船に入ること。

### SKE48
メンバーからは、「面白くない関西人」と言われていた。それを覆すべく、2016年11月20日に名古屋・愛知県芸術劇場で行われた「みんなが主役!SKE48 59人のソロコンサート 〜未来のセンターは誰だ?〜」の2日目公演・夜公演では、ほとんどのメンバーが歌やダンスや楽器演奏などを披露する中、斉藤はよしもと新喜劇を希望し、ベテラン座員の帯谷孝史をゲストに迎え、2人でミニ新喜劇を演じ、会場から爆笑を獲ることに成功した。

## SKE48での参加楽曲

### シングル選抜楽曲
SKE48名義
- 「青空片想い」に収録
  - バンジー宣言 - 「チームB.L.T.」名義

- 「ごめんね、SUMMER」に収録
  - 少女は真夏に何をする? - 「アンダーガールズA」名義

- 「1!2!3!4! ヨロシク!」に収録
  - コスモスの記憶 - 「白組」名義
  - そばにいさせて

- 「パレオはエメラルド」に収録
  - ときめきの足跡 - 「白組」名義
  - 積み木の時間

- 「オキドキ」に収録
  - 初恋の踏切
  - バズーカ砲発射! - 「白組」名義

- 「片想いFinally」に収録
  - 今日までのこと、これからのこと
  - はにかみロリーポップ - 「白組」名義

- 「アイシテラブル!」に収録
  - あうんのキス - 「白組」名義

- 「キスだって左利き」に収録
  - 体育館で朝食を - 「白組」名義

- 「チョコの奴隷」に収録
  - 冬のかもめ - 「白組」名義

- 「美しい稲妻」に収録
  - JYURI-JYURI BABY - 「Team S」名義

- 「賛成カワイイ!」に収録
  - カナリアシンドローム - 「白組」名義
  - ずっとずっと先の今日 - 「セレクション18」名義

- 「未来とは?」に収録
  - 猫の尻尾がピンと立ってるように…feat. Bose（スチャダラパー） - 「Team S」名義
  - 僕らの絆

- 「不器用太陽」に収録
  - バナナ革命 - 「Team E」名義

- 「12月のカンガルー」に収録
  - 青春カレーライス - 「Team E」名義

- 「コケティッシュ渋滞中」に収録
  - 僕は知っている - 「DOCUMENTARY of SKE48」名義
  - 音を消したテレビ - 「Team E」名義

- 「前のめり」に収録
  - 長い夢のラビリンス - 「Team E」名義

- 「チキンLINE」に収録
  - Is that your secret? - 「Team E」名義

- 金の愛、銀の愛
- 「意外にマンゴー」に収録
  - オレトク - 「Team E」名義

- 「無意識の色」に収録
  - ぼっちでスキップ - 「名前呼ばれ隊」名義

- 「いきなりパンチライン」に収録
  - 君はラムネ - 「Team E」名義
  - 大人の世界 - 「B・ラヴィエール」名義

- 「Stand by you」に収録
  - 入り口  - 「Team E」名義
  - 神様は見捨てない

- 「FRUSTRATION」に収録 
  - あの日のSecret Base  - 「白組」名義

- 「ソーユートコあるよね?」に収録
  - ストレートな純情 - 「ジュエルボックス」名義

- 恋落ちフラグ
- 「あの頃の君を見つけた」に収録
  - 世界のスーパーヒーロー

- 「心にFlower」に収録
  - 仲間よ - 「FC岐阜選抜メンバー」名義

- 「絶対インスピレーション」に収録
  - 片想いフォーエバー

- 「好きになっちゃった」に収録
  - 語り合うことから始めよう - 「Team E」名義

- 「愛のホログラム」に収録
  - 岸辺の少女よ - 「Team E」名義

- 「告白心拍数」に収録
  - 岸辺の誰か - 「Team E」名義

AKB48名義
- 「ギンガムチェック」に収録
  - あの日の風鈴 - 「ウェイティングガールズ」名義

- 「恋するフォーチュンクッキー」に収録
  - 今度こそエクスタシー - 「ネクストガールズ」名義

- 「心のプラカード」に収録
  - チューインガムの味がなくなるまで - 「アップカミングガールズ」名義

- 「ハロウィン・ナイト」に収録
  - 君だけが秋めいていた - 「アップカミングガールズ」名義

- 「シュートサイン」に収録
  - Vacancy - 「SKE48」名義

- 「11月のアンクレット」に収録
  - 野蛮な求愛 - 「ダンス選抜」名義

### アルバム選抜楽曲
SKE48名義
- 『この日のチャイムを忘れない』に収録
  - みつばちガール - 「チームE」名義
  - ポニーテールとシュシュ - 「チームE」名義

- 『革命の丘』に収録
  - 夏よ、急げ!
  - ゼロベース

AKB48名義
- 『ここにいたこと』に収録
  - ここにいたこと - 「AKB48+SKE48+SDN48+NMB48」名義

- 『1830m』に収録
  - 青空よ 寂しくないか? - 「AKB48+SKE48+NMB48+HKT48」名義

### その他の参加楽曲
- シングル「コップの中の木漏れ日」（「ラブ・クレッシェンド」名義）
  - 平民出馬宣言 - 「デッドストックダイヤモンド」名義

### 未音源化曲
ぱちスロAKB48 勝利の女神
- ヘビーローテーション
- AKBフェスティバル

ぱちんこAKB48-3 誇りの丘
- 誇りの丘

### 劇場公演ユニット曲
チームKII 1st Stage「会いたかった」
- 嘆きのフィギュア
- ガラスの I LOVE YOU
- 背中から抱きしめて
- リオの革命

チームKII 2nd Stage「手をつなぎながら」
- Glory days

チームE 1st Stage「パジャマドライブ」
- 純情主義（バックダンサー）

SKE48 研究生「会いたかった」公演
- 嘆きのフィギュア
- ガラスの I LOVE YOU
- 背中から抱きしめて
- リオの革命

チームE 2nd Stage「逆上がり」
- エンドロール

HKT48 チームH 1st Stage「手をつなぎながら」
- Glory days（サポートメンバーとしての出演）

チームS 4th Stage「RESET」
- 制服レジスタンス
- 明日のためにキスを（佐藤聖羅卒業後）

SKE48 研究生「制服の芽」公演
- 女の子の第六感（サポートメンバーとしての出演）

チームE 4th Stage「手をつなぎながら」
- 雨のピアニスト
- Glory days（木本花音のユニットアンダー）
- ウィンブルドンへ連れて行って（柴田阿弥のユニットアンダー）

チームKII 5th Stage「ラムネの飲み方」
- クロス（サポートメンバーとしての出演）

チームS 5th Stage「制服の芽」
- 思い出以上（サポートメンバーとしての出演）
- 女の子の第六感（サポートメンバーとしての出演）

チームE 5th Stage「SKEフェスティバル」
- お手上げララバイ
- 1994年の雷鳴（谷真理佳のユニットアンダー）

チームE 6th Stage「声出していこーぜ!!!」
- Revolver
- キラスキ（鈴木恋奈のユニットアンダー）

## 出演

### テレビ番組
- 昼まで待てない!（2011年4月2日 - 2016年4月2日・不定期出演、メ〜テレ）- レギュラー
- 29歳アイドル、酒友をつくる。（2023年12月12日、テレビ愛知）[27]
- 知多半島まるごとガイド ちたまる（2025年3月3日 - 、メディアスチャンネル） - 金曜日MC[28]
- 秋山歌謡祭2025（2025年3月21日、メ～テレ） - 「さいとうおねえさん」として、楽曲「ANNEX-KAN ラビリンス」に出演[29]
- チェックマーク（2025年4月18日 - 、東海テレビ） - リポーター[30]

### 舞台
- 劇団れなっち「ロミオ&ジュリエット」（2018年5月9日 - 13日、AiiA 2.5 Theater Tokyo） - マキューシオ 役（黒組）[31]
- AiiA presents' 舞台『刀使ノ巫女』（2018年11月10日 - 14日、天王洲 銀河劇場） - 主演・衛藤可奈美 役[32]
- 博多座開場20周年記念公演「仁義なき戦い〜彼女（おんな）たちの死闘編〜」（2019年11月16日 - 24日、博多座） - 山守義雄（金子信雄） 役[33]
- シャットアウト、トイレット（2022年2月23日 - 27日、萬劇場）- エミリー 役[34]
- 舞台「ガルティマトカロ〜勘違いにも程がある〜」（2025年3月13日 - 16日、上野ストアハウス） - 主演・南紗理奈 役（末永みゆとW主演）[35]

### CM
- マルト水谷『速達生』春編（2015年3月28日 - 4月28日）

### ラジオ
- おしゃべりやってまーす（2013年 - 2020年、K'z Station・チアーるTV[注 2]） - パーソナリティ
  - 第48放送3rd（2013年4月 - 2014年3月）
  - 第48放送4th（2014年4月14日 - 2015年3月30日）
  - 第48放送5th（2015年5月18日 - 2017年11月30日）
  - 第48放送6th（2017年12月11日 - 2019年9月30日）
  - 第48放送7th ～支配人部屋～（2019年10月21日 - 2020年6月29日）
- 大前りょうすけのちょいバズ!（2022年10月1日 - 、CBCラジオ） - アシスタント[36]
- FM AICHI SPECIAL WEEK～ゴルッシュ直前スペシャル～ feat.SKE48 斉藤真木子「夢の道しるべ」（2024年12月8日、FM AICHI）[37]

### イベント
- 豆腐プロレス The REAL 2018 WIP QUEENDOM in 愛知県体育館（2018年2月23日、愛知県体育館） - アンチスリップ真木子 役[38]
- 斉藤真木子 単独ステージ 〜Keep it secret〜 vol.4（2023年11月11日、CBC 1スタホール）